# Sd.Kfz. 222
El Leichter Panzerspähwagen Sd.Kfz.222 (2 cm) va ser la versió posterior del Sd.Kfz. 221, la qual era més pesada, més blindada i millor armada que la 221, que va ser armat amb un canó automàtic de 20 mm, en comptes d'una metralladora de 7,92 mm.

## Disseny

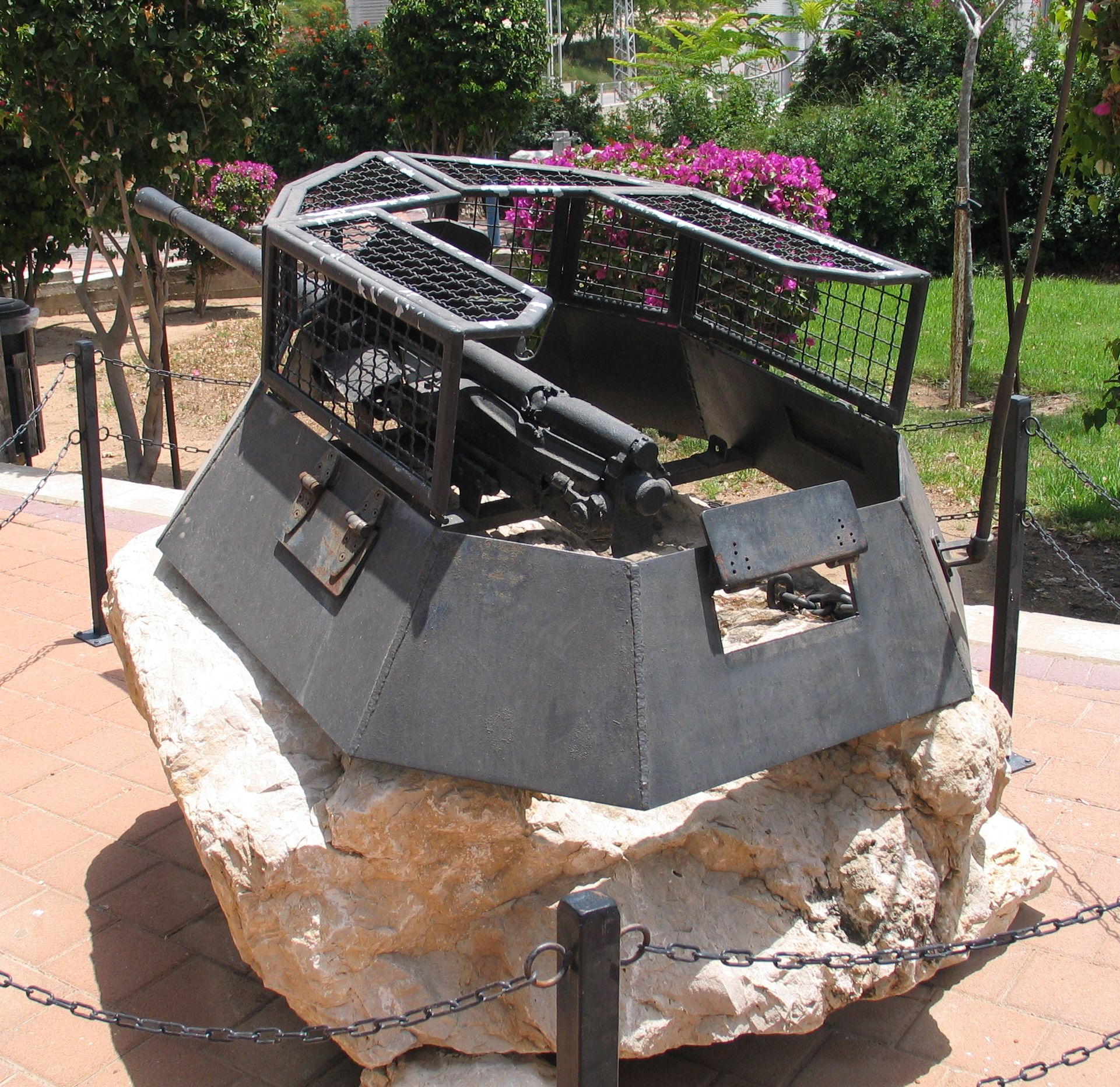
Torreta del Sd.Kfz. 222, on es pot apreciar en canó automàtic de 20 mm KwK 30 i la xarxa anti granades

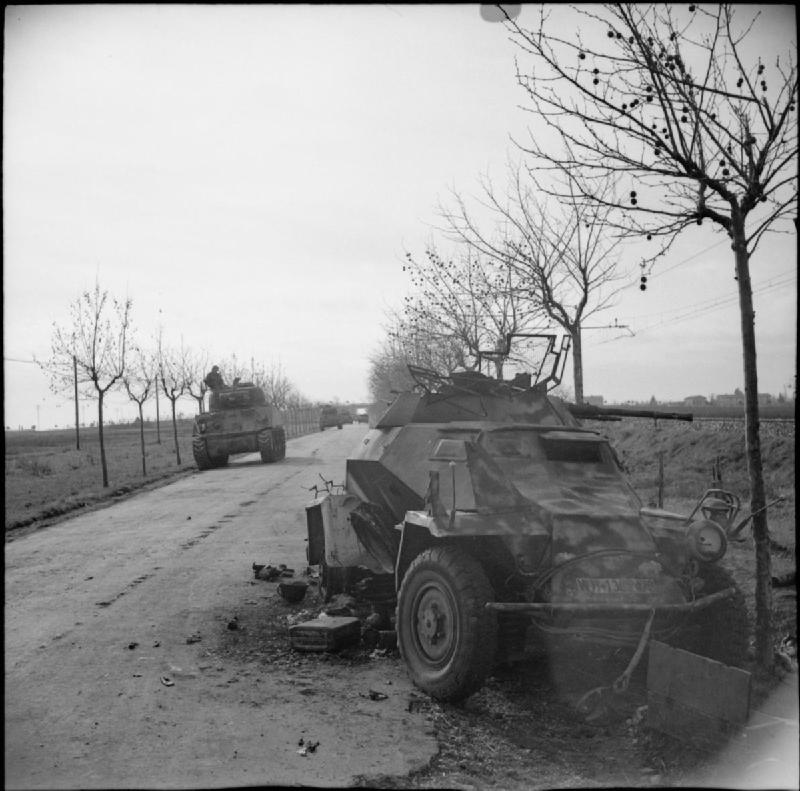
Un Sd.Kfz. 222 fora de combat en Itàlia en 1944, al costat d'un M4 Sherman

Aquesta era la versió moderna del SdKfz 221. Va aparèixer quan l'exèrcit alemany va demanar un nou disseny per als vehicles amb la seva tasca (exploradors). En primer lloc, el cos del vehicle es va re dissenyar. Es van fer unes petits canvis al disseny exterior del vehicle, els quals sèrie: el van fer més llarg, li van donar una forma de piràmide a la part posterior del vehicle, era més pesat, etc. Entre altres canvis importants, el vehicle va obtenir més blindatge i un armament més pesat i millor que el de la seva anterior versió (SdKfz 221). Va ser totalment re dissenyat, encara que tenia algunes similituds amb el 221.
La producció d'aquest vehicle la van dur a terme les companyies Weserhütte, Schichau, MNH, Büssing-NAG i Horch. La seva producció va començar en 1936 i va acabar en 1943, amb una producció total d'aproximadament uns 1800 vehicles (segons algunes fonts) i es van obtenir en 7 series.
El primer prototip va rebre la metralladora usual MG 13, col·locada en la torreta oberta, que estava protegida per una xarxa anti-granades, dividida en dues parts. Més tard, el seu armament va ser millorat i va rebre un canó automàtic Rheinmetall de 20 mm –va ser una de les armes preferides dels alemanys per als vehicles blindats de reconeixement. És a dir que en aquells moments estaria armat amb un canó automàtic de 20 mm i una MG 34 cm a arma coaxial. El canó de 20 mm escollit va ser el KwK 30, el qual era totalment automàtic, i tenia 280 RPM (de l'anglès: Rounds Per Minute, en català: bales per minut), el qual podia disparar munició AP (Alta Penetració) de 147 grams a una velocitat inicial de 800 m/s. Cap a 1938, el canó KwK 30, va començar a ser reemplaçat pel KwK 38, el qual tenia una cadència de foc superior de 480 RPM, i la MG 13 va ser substituïda per una MG 34.
Les primeres sèries del vehicle (del 1 a la 5), va rebre un cos sPkw I Horch 801, amb un motor de 3,5 litres. Les últimes sèries (la 6 i la 7), va rebre el cos sPkw V i un motor de 3,8 litres. Le seu pes mitjà rondava les 4 tones, encara que totalment equipat podria arribar quasi fins a les 5 tones.
Des del moment que el cos del tanc era més robust, la protecció va augmentar i el vehicle va ser utilitzat de manera més eficient, el seu blindatge va passar de 8 mm frontals a 14,5 mm frontals de blindatge. En les seves versions finals, el blindatge es va augmentar a 30 mm. Per culpa d'això, les capacitats de fora de carretera del vehicle va disminuir considerablement, encara que el seu rendiment mitja va anar en augment. El 222 va ser introduït oficialment en l'exèrcit en 1938, i ràpidament es va convertir en el vehicle blindat lleuger de reconeixement estàndard de l'exèrcit alemany. Va ser subministrat en grans quantitats als batallons Aufklärung Abteilungs de la SS, les Divisions Panzer i les Divisions d'Infanteria Motoritzada. Van ser utilitzats en petites quantitats en la invasió de Polònia, però van ser molt més utilitzats en les campanyes del Oest, com per exemple en la invasió de França. En les bones xarxes de carreteres,eren molt bons vehicles, i eren vistos contínuament per les forces aliades per darrere de les seves línies, on creaven el pànic i caos, gràcies a la seva velocitat i el seu devastant armament. A les seves tripulacions els va començar a agradar aquest vehicle, fins i tot, els van començar a pintar, posar emblemes, noms, etc. Per les seves tropes, especialment pels batallons de reconeixement.
Aquestes màquines van demostrar ser excel·lents en els Balcans en 1941, encara que en el Nord d'Àfrica no van ser rebuts amb tants bons ulls, encara que els Afrika Korps en van rebre molts, van haver-hi moltes queixes sobre aquests vehicles des del primer moment, per culpa de la seva falta de distància efectiva, per culpa dels seus tancs de combustible tant reduïts. Es portaven moltes llaunes de combustible extra en aquests vehicles, col·locades on podien, ant a dins com a fora de vehicle. El cos de vehicle, va rebre algunes caixes extra, per guardar aquestes llaunes, el que donava encara més protecció al vehicle. Com més avançava la guerra, aquests vehicles van anar sent retirats del front, i sent substituïts pels vehicles semieruga Sd.Kfz.250/9 (Hanomag), especialment en la Campanya de Rússia, per les seves millors característiques millorades de més distància efectiva, i unes millors condicions fora de carretera.
En la majoria dels casos, els SdKfz 222, s'utilitzaven per a donar suport a la infanteria, i eren especialment potents combatent a la infanteria i als vehicles lleugers. Encara que tenien molt bones característiques, eren vulnerables als fusells anti-tanc russos PTRS-41.

## Supervivents

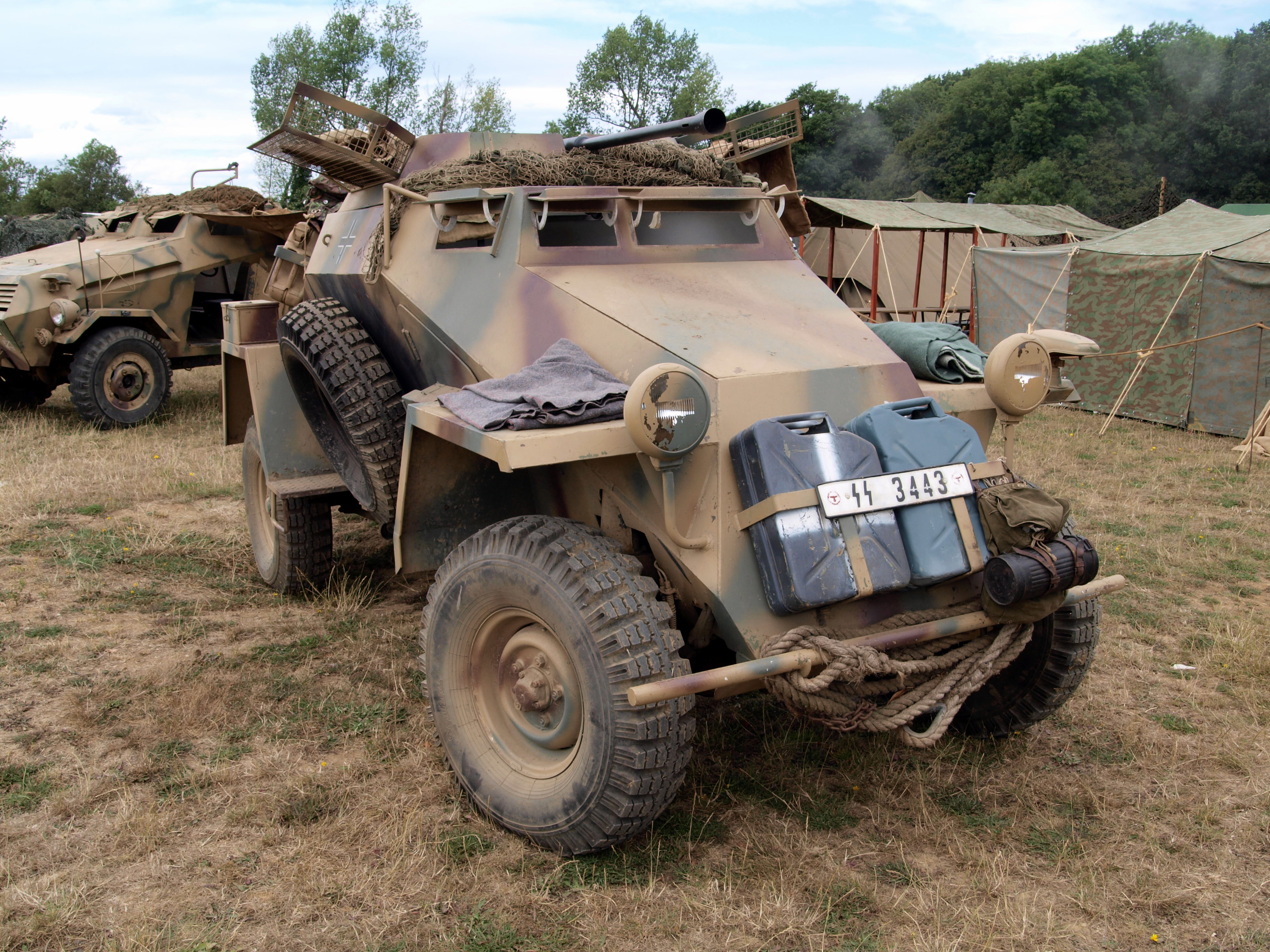
Un Sd.Kfz. 222 Leichter Panzerspähwagen amb les seves modificacions de desert (per les llaunes de combustible)

Alguns vehicles van aconseguir sobreviure a la guerra fins a 1945, i van seguir sent utilitzats en operacions policials i operacions anti-partisans en territoris ocupats.

## Vendes
Unes petites quantitats van ser venudes a la República de la Xina, aproximadament entre 40 i 60 vehicles van ser venuts en 1939. També es van vendre alguns vehicles a Bulgària.